# Епархия Гроссето
Епархия Гроссето (лат. Dioecesis Grossetana, итал. Diocesi di Grosseto) — епархия Римско-католической церкви, в составе митрополии Сиена-Колле-ди-Валь-д’Эльса-Монтальчино, входящей в церковную область Тоскана.
Клир епархии включает 76 священников (55 епархиальных и 21 монашествующего священника), 3 диаконов, 21 монаха, 32 монахини.
Адрес епархии: Corso Carducci 11, 58100 Grosseto, Italia.

## Территория
В юрисдикцию епархии входят 50 приходов в коммунах Тосканы: все в провинции Гроссето.
Кафедра епископа находится в городе Гроссето в церкви Святого Лаврентия.

## История
Кафедра Розелле была основана в IV веке. Первоначально епархия являлась епископством-суффраганством епархии Рима. Кафедра находилась вне стен этрусско-древнеримского города. Древний собор отождествляется некоторыми исследователями с руинами в местечке Ла Каноника и, похоже, он был действующим до XII века.
В XII веке ряд событий привёл к окончательному переносу кафедры из Розелле в Гроссето. Случилось это, прежде всего, по инициативе Папы Иннокентия II, который несколько раз останавливался в городе Гроссето между 1133 и 1137 годами, после предыдущего визита Папы Каликста II в мае 1120 года, встретив здесь тёплый прием со стороны горожан и магистрата. После осады Гроссето в 1137 году армией герцога Генриха Баварского из-за отказа подчиниться императору и за верность понтифику, 9 апреля 1138 года буллой Sacrosancta Romana Ecclesia кафедра из Розелле была перенесена в Гроссето.
В XIII веке епархия включала 21 приход. Тем не менее, в середине XV века был период, когда в течение семнадцати лет управление епархией было возложено на двух кардиналов, а в 1459 году епархия была епископством-суффраганством архиепархии Рима, затем вошла в митрополию Сиены.
Длительный период упадка XVI и XVII веков связан с тем, что епископы часто жили вне епархии, в которую прибывали только для выполнения своих обязанностей.
В конце XVIII века, во время оккупации Италии французской армией под командованием Наполеона Бонапарта, некоторые приходы были временно переданы в юрисдикцию епархии Аяччо. В XIX веке в течение десяти лет после объединения Италии кафедра оставалась вакантной.
С 1924 по 1932 год, при епископе Густаво Маттеони, епархия Гроссето была объединена под руководством одного епископа с епархией Сована и Питильяно.
21 мая 1989 года епархию Гроссето с пастырским визитом посетил Папа Иоанн Павел II, третий в истории Папа, посетивший город, спустя 852 года со времени последнего визита понтифика.

## Ординарии епархии
| - Вителлиан (499) - Бальбин (600) - Феодор (650) - Валеран (697 или 699) - Гаудиций (715) - Руперт (825) - Оттон I (853 — после 861) - Радальд (967) - Оттон II (1000) - Райнер (1015) - Кресценций (1037) - Джерардо (1049 — после 1059) - Додоне (1061 — после 1078) - Баллольфо (1090) - Ильдебрандо (1101 — после 1107) - Берардо (1118) - Неизвестный по имени (упоминается в 1121) - Роландо (1133 — после 1160) - Мартино (1174—1179) - Гвальфредо (1187—1189) - Аццо I (1210) - Эрмано (1212 — 1.2.1216) - Пеппо (1216) - Аццо II (1240) - Уго ди Угурджери (1262) - Аццо III (1265—1277) - Бартоломео д'Aмелия (1278), францисканец - Оффредуччо (13.3.1291 — 1295) - Джованни I (12.10.1296 — 1305) - Рестауро (17.2.1306 — 1328), францисканец - Филиппо Бенчивьене (7.11.1328 — 1330), доминиканец - Анджело да Порта Сола (12.2.1330 — 22.2.1334), доминиканец - Анджело Черретани (17.6.1334 — 1349) - Бенедетто Черретани (21.10.1349 — 1383) - Джакомо Толомеи (1384 — 26.1.1390), францисканец-конвентуал - Анджело Дзанноти-Мальвоти (1390) - Джованни II (1400—1400) - Антонио Фей де Малавольти (1400—1406) - Франческо Белланти (1407—1417) | - Джованни Печчи (15.12.1417 — 1.3.1426) - Антонио Казини (12.9.1427 — 4.2.1439), апостольский администратор - Джулиано Чезарини (1439 — 1.11.1444), апостольский администратор - Меммо Агаццари (30.7.1445 — 1452) - Джованни Агаццари (22.9.1452 — 1488) - Андреуччо Гинуччи (9.3.1489 — 1497) - Раффаэлло Петуччи (4.8.1497 — 11.12.1522) - Фердинандо Понцетти (22.12.1522 — 25.2.1527) - Вольфганг Голер (25.2.1527 — 1527) - Маркантонио Кампеджио (23.3.1528 — 7.5.1553) - Фабио Миньянелли (17.5.1553 — 2.10.1553) - Джакомо Миньянелли (2.10.1553 — 1576) - Клаудио Боргезе (22.8.1576 — 1590) - Клементо Полито (26.4.1591 — 25.10.1606) - Джулио Санседонио (20.11.1606 — 1611) - Франческо Пикколомини (17.8.1611 — 1622) - Джироламо Тантуччи (11.7.1622 — 1637) - Асканио Турамини (2.3.1637 — 2.9.1647) - Джованни Баттиста Гори Панеллини (1.3.1649 — 1662) - Джованни Пеллейо (11.2.1664 — 8.7.1664), францисканец-конвентуал - Чезаре Уголини (13.4.1665 — 1699) - Себастьяно Периззи (28.5.1700 — 1701) - Джакомо Фальконетти (15.1.1703 — 29.4.1710) - Бернардино Печчи (8.10.1710 — 1.6.1736) - Антонио Мария Франчи (6.5.1737 — 10.4. 1790) - Фабрицио Сельви (17.6.1793 — 1837) - Джованни Доменико Франческо Мензини (2.10.1837 — 29.4.1858) - Sede vacante (1858 — 1867) - Ансельмо Фаули (22.2.1867 — 30.1.1876), кармелит - Джованни Баттиста Багала Блазини (3.4.1876 — 2.3.1884) - Бернардино Кальдайоли (2.3.1884 — 27.2.1907) - Улиссе Карло Баскерини (8.7.1907 — 8.3.1920) - Густаво Маттеони (8.3.1920 — 3.3.1932), назначен архиепископом-коадъютором Сиены - Паоло Галеацци (16.9.1932 — 10.8.1971) - Примо Гасбарри (16.10.1971 — 22.1.1979) - Адельмо Таккони (23.3.1979 — 20.7.1991) - Анджело Скола (21.9.1991 — 14.9.1995) - Джакомо Бальбини (13.7.1996 — 17.11.2001) - Франко Агостинелли (17.11.2001 — 29.09.2012), назначен епископом Прато - Родольфо Четолони (с 28 мая 2013 года) |  |

## Статистика
На май 2013 года из 134 340 человек, проживающих на территории епархии, католиками являлись 124 936 человек, что соответствует 93 % от общего числа населения епархии.
| год  | население | население | население | священники | священники        | священники         | священники                           | постоянные диаконы | монахи  | монахи  | приходы |
| год  | католики  | всего     | %         | всего      | белое духовенство | черное духовенство | число католиков на одного священника | постоянные диаконы | мужчины | женщины | приходы |
| ---- | --------- | --------- | --------- | ---------- | ----------------- | ------------------ | ------------------------------------ | ------------------ | ------- | ------- | ------- |
| 1950 | 99.800    | 100.000   | 99,8      | 105        | 66                | 39                 | 950                                  |                    | 6       |         | 45      |
| 1970 | 127.702   | 129.009   | 99,0      | 109        | 62                | 47                 | 1.171                                |                    | 51      | 106     | 57      |
| 1980 | 107.500   | 108.300   | 99,3      | 82         | 52                | 30                 | 1.310                                |                    | 60      | 120     | 52      |
| 1990 | 110.000   | 115.000   | 95,7      | 79         | 48                | 31                 | 1.392                                | 1                  | 31      | 76      | 49      |
| 1999 | 110.434   | 112.805   | 97,9      | 83         | 52                | 31                 | 1.330                                | 2                  | 55      | 53      | 49      |
| 2000 | 110.152   | 111.140   | 99,1      | 82         | 52                | 30                 | 1.343                                | 2                  | 40      | 49      | 49      |
| 2001 | 104.845   | 111.370   | 94,1      | 77         | 51                | 26                 | 1.361                                | 2                  | 27      | 46      | 49      |
| 2002 | 105.215   | 111.810   | 94,1      | 82         | 56                | 26                 | 1.283                                | 2                  | 26      | 45      | 49      |
| 2003 | 105.882   | 111.307   | 95,1      | 80         | 55                | 25                 | 1.323                                | 2                  | 25      | 43      | 49      |
| 2004 | 105.850   | 110.980   | 95,4      | 77         | 52                | 25                 | 1.374                                | 2                  | 25      | 36      | 49      |
| 2006 | 122.464   | 128.338   | 95,4      | 76         | 55                | 21                 | 1.611                                | 3                  | 21      | 32      | 50      |